# Голузин, Геннадий Михайлович
Геннадий Михайлович Голу́зин (11 (24) ноября 1906, Торжок — 17 января 1952, Ленинград) — советский математик, специалист в области теории функций комплексного переменного. Доктор физико-математических наук (1936), профессор (1938). Лауреат Сталинской премии (1948). Автор известной монографии «Геометрическая теория функций комплексного переменного» (1952).

## Биография
Родился 11 (24 ноября) 1906 года в Торжке в семье железнодорожного служащего. В 1924 году поступил на математико-механический факультет Ленинградского государственного университета. Во время учёбы посещал различные специальные семинары, проводившиеся В. И. Смирновым, стал одним из первых его учеников и под его руководством занялся изучением задач геометрической теории функций комплексного переменного. В начале 1929 года защитил дипломную работу по теме «О некоторых оценках, относящихся к функциям, совершающим однолистное конформное преобразование круга», в том же году работа была опубликована в журнале «Математический сборник». В 1929 году стал аспирантом и начал преподавать. В 1936 году защитил докторскую диссертацию, в 1938 году получил звание профессора и стал заведующим кафедрой теории функций комплексного переменного. Одновременно работал в Ленинградском отделении Математического института АН СССР с момента его основания в 1940 году.
Первую блокадную зиму провёл с семьёй в Ленинграде. Позднее был эвакуирован в Сталинск, где с 3 сентября 1942 по 8 сентября 1943 года работал в должности профессора кафедры высшей математики в Сибирском металлургическом институте. В 1944 году вернулся в Ленинград.
Почти с самого начала своей научной деятельности был серьёзно болен, но, несмотря на это, продолжал интенсивно работать. Даже будучи уже тяжело больным, читал лекции, занимался со студентами, работал над своей монографией. Умер 17 января 1952 года в Ленинграде. Похоронен на Богословском кладбище.

## Научная деятельность
Первые работы, относящиеся к 1933—1934 годам, были посвящены некоторым задачам математической физики и формуле Карлемана. В частности, совместно с В. И. Крыловым было получено обобщение формулы Карлемана, восстанавливающей аналитическую функцию класса Харди {\displaystyle H^{1}} в единичном круге по её граничным значениям на произвольном подмножестве единичной окружности, имеющем положительную длину. Этот результат впоследствии стал называться формулой Карлемана — Голузина — Крылова.
Дальнейшие работы были почти исключительно посвящены геометрической теории функций, которая в те годы находилась в стадии становления. В большинстве работ проводилось исследование экстремальных свойств и различных оценок для некоторых классов комплексных аналитических функций.
Большую роль в развитии геометрической теории функций сыграли результаты, полученные в ходе попыток доказательства гипотезы Бибербаха о поведении коэффициентов функций вида {\displaystyle f(z)=z+c_{2}z^{2}+c_{3}z^{3}+\ldots }, регулярных и однолистных в открытом единичном круге, называемых функциями класса {\displaystyle S}. Первым из серьёзных результатов стал параметрический метод Лёвнера, с помощью которого был доказан один из частных случаев гипотезы. Впоследствии этот метод получил развитие в работах Голузина. В частности, с его помощью было получено много результатов для функций класса {\displaystyle S} — точная оценка модуля аргумента производной (теорема вращения), ряд теорем искажения и точных оценок начальных коэффициентов. В 1984 году американский математик Луи де Бранж полностью доказал гипотезу Бибербаха с использованием метода Лёвнера и одного из результатов Н. А. Лебедева и И. М. Милина — прямых учеников Голузина.
В нескольких работах, относящихся к 30-м годам, были получены одни из первых приложений метода полос Грёча, который впоследствии был положен в основу метода экстремальной метрики, нашедшего применение как в геометрической теории функций, так и в других областях математики.
В цикле работ 1946—1951 годов Голузин описал собственный вариант метода внутренних вариаций Шиффера, с помощью которого вывел несколько теорем искажения для однолистных функций, а также получил результаты в ряде проблем, изучение которых долгое время не представлялось возможным — вариационной проблеме Чеботарёва о континууме наименьшей ёмкости, задаче о максимуме {\displaystyle n}-го диаметра в семействе континуумов фиксированной ёмкости, задаче о максимуме произведения степеней конформных радиусов неналегающих областей. В некоторых случаях оказывается проще провести доказательство определённого факта с использованием вариационного метода Голузина, нежели метода Шиффера.
Несколько лет помимо основного курса комплексного анализа Голузин вёл в Ленинградском университете несколько спецкурсов и семинаров, посвящённых геометрической теории функций комплексного переменного. Результатом этого стало появление в городе научной школы по комплексному анализу. Помимо Н. А. Лебедева и И. М. Милина к числу прямых учеников Голузина относятся Г. В. Кузьмина, Л. И. Колбина, Л. Н. Слободецкий, С. А. Гельфер, Ю. Д. Максимов, Ю. Е. Аленицын.
Последние несколько лет жизни Голузин готовил к публикации монографию под названием «Геометрическая теория функций комплексного переменного». Первое издание этой книги вышло в 1952 году, уже после его смерти, второе, дополненное — в 1966 году. Впоследствии монография была переведена на английский и немецкий языки и стала настольной книгой для нескольких поколений специалистов по математическому анализу.
Вклад Голузина в теорию функций отмечен такими известными математиками, как Дж. А. Дженкинс, К. Поммеренке и П. Дюрен. Современное состояние данной науки во многом является его заслугой.

### Основные научные работы

#### Книги
- Голузин, Г. М. Геометрическая теория функций комплексного переменного. — М.—Л.: ГИТТЛ, 1952. — 540 с.
- Голузин, Г. М. Геометрическая теория функций комплексного переменного / под ред. В. И. Смирнова. — 2-е изд. — М.: Наука, 1966. — 628 с.

#### Статьи
- Голузин, Г. М. Внутренние задачи теории однолистных функций // Успехи математических наук. — 1939. — Вып. 6. — С. 26—89.
- Голузин, Г. М. О теоремах искажения и коэффициентах однолистных функций // Математический сборник. — 1946. — Т. 19(61), № 2. — С. 183—202.
- Голузин, Г. М. Метод вариаций в конформном отображении. I // Математический сборник. — 1946. — Т. 19(61), № 2. — С. 203—236.
- Голузин, Г. М. Оценки для аналитических функций с ограниченным средним модулем // Труды Математического института им. В. А. Стеклова. — М.—Л.: Издательство АН СССР, 1946. — Т. 18. — С. 3—88.
- Голузин, Г. М. Метод вариаций в конформном отображении. II // Математический сборник. — 1947. — Т. 21(63), № 1. — С. 83—117.
- Голузин, Г. М. Метод вариаций в конформном отображении. III // Математический сборник. — 1947. — Т. 21(63), № 1. — С. 119—132.
- Голузин, Г. М. Некоторые вопросы теории однолистных функций // Труды МИАН СССР. — М.—Л.: Издательство АН СССР, 1949. — Т. 27. — С. 3—110.

## Награды
- 1946 — первая премия Ленинградского университета[18].
- 1948 — Сталинская премия второй степени за работы по теории функций комплексного переменного, изложенные в статьях: «Метод вариаций в конформном отображении», «О теоремах искажения и коэффициентах однолистных функций», опубликованных в 1946—1947 годах[25].

## Личная жизнь
Семья:
- Жена: Чуфистова А. М.[26]
- Дочери:

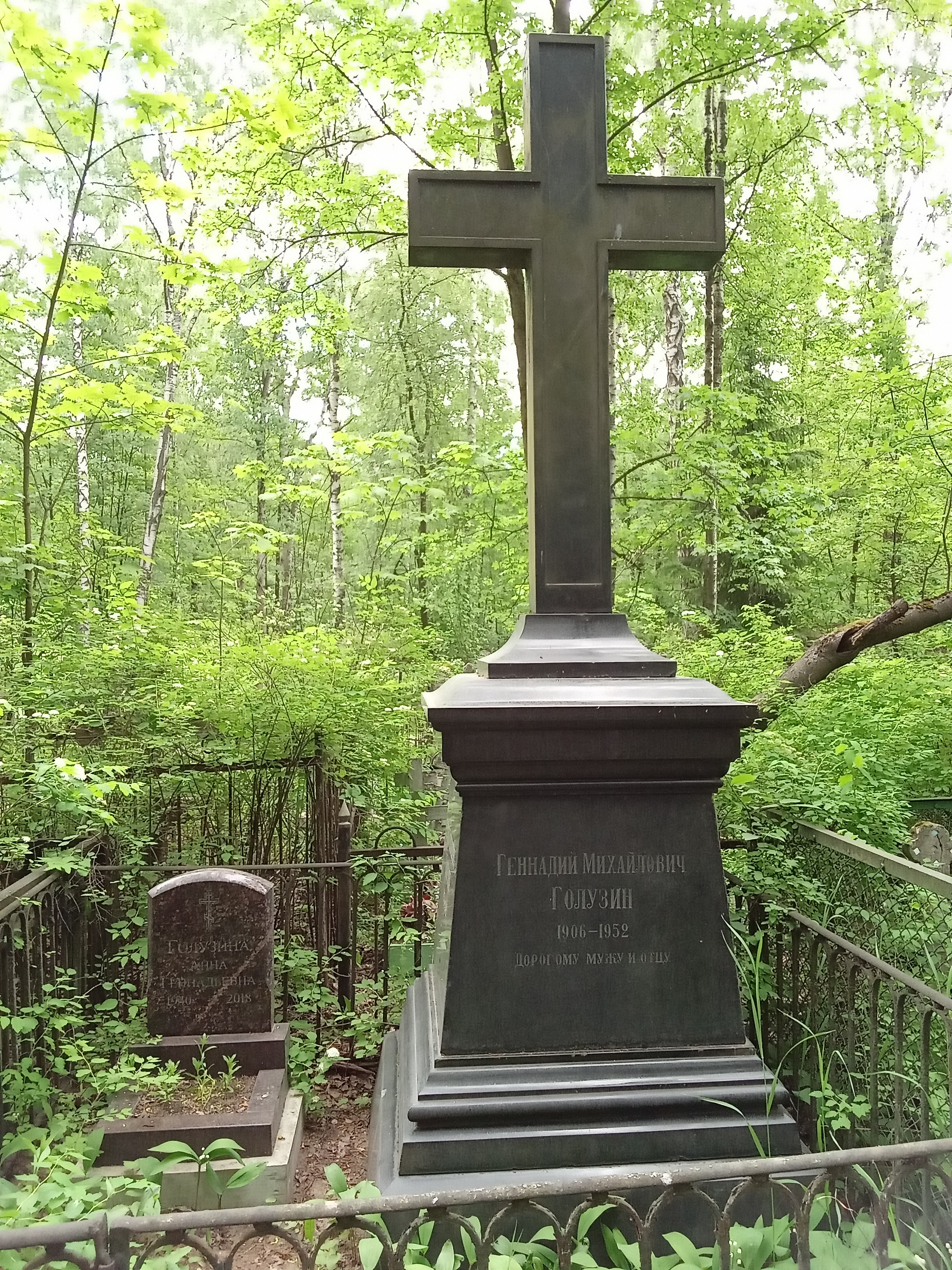
Надгробия Голузиных на Богословском кладбище в Санкт-Петербурге

- Елена (1936—2021) — кандидат физико-математических наук, научный сотрудник лаборатории математического анализа ПОМИ РАН.
- Анна (1940—2018)
- Мария (р. 1946) — старший преподаватель кафедры математического анализа математико-механического факультета СПбГУ.

Из воспоминаний Г. В. Кузьминой:
В студенческие годы мне часто приходилось видеть Геннадия Михайловича, прогуливающегося со своими детьми. Как вспоминают его дочери, он учил их играть в шахматы и придуманные им различные игры, приводил их в известный в те годы магазин в начале Невского проспекта, в котором имелся большой выбор географических карт, глобусов и других наглядных пособий по географии. Любимым отдыхом Геннадия Михайловича в немногие часы досуга было занятие любительской фотографией. Его неосуществлённой мечтой было отправиться в большое путешествие.
 Также Кузьмина отмечала энергию и любовь, с которой Голузин относился к преподаванию, его скромность и доброжелательность, которые делали контакты с коллегами и учениками простыми и продуктивными.

## Адреса в Санкт-Петербурге
- 1935 — улица Ткачей, дом 28[29].
- 1936—1942, с 1944 — Литейный проспект, дом 38[30][1].

### Комментарии
1. ↑  Согласно перечню приказов и инструкций Народного комиссариата просвещения РСФСР в 1935 году Голузину была присвоена степень кандидата физико-математических наук без защиты диссертации[6], однако, по сведениям Г. В. Кузьминой, в 1936 году на защите кандидатской диссертации ему сразу же была присвоена степень доктора физико-математических наук[7].